# 2786 Гріневія
2786 Гріневія (2786 Grinevia) — астероїд головного поясу, відкритий 6 вересня 1978 року.
Тіссеранів параметр щодо Юпітера — 3,353.